# Mata Sundari
Mata Sundari ou Mata Sundri est la seconde femme du dixième et dernier gourou humain du sikhisme: Guru Gobind Singh (1666-1708). Elle s'est mariée en 1684 et a donné quatre fils au gourou, tous morts jeunes en martyres, à cause des Moghols. Mata Sundari est connue et reconnue dans le sikhisme car après que son mari ait quitté son enveloppe charnelle, elle publia des Hukam Namas, des lettres afin d'orienter la communauté sikhe dans ses choix d'évolution. L'histoire se  souvient surtout qu'elle a nommé Bhai Mani Singh Ji, un érudit, pour gérer les sanctuaires sacrés à Amritsar et pour recueillir les écrits du Guru Gobind Singh. Mata Sundari est aussi connue sous le nom de Mata Sunder Kaur, ou encore Mata Jito. Elle s'est éteinte en 1747